# Friedrich August von Staegemann
Friedrich August von Staegemann, född den 7 november 1763 i Vierraden, död den 17 december 1840 i Berlin, var en preussisk politiker och poet, gift med Elisabeth von Staegemann.
Staegemann var medarbetare i de preussiska reformerna.